# سلیم مبارکی
سلیم مبارکی (انگلیسی: Selim Mbareki؛ زادهٔ ۶ مارس ۱۹۹۶) بازیکن والیبال اهل تونس است.